# Jogo da velha quântico

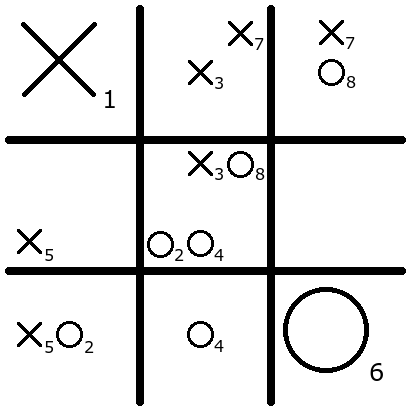
Jogo da velha quântico com dois quadrados já colapsados (classicamente marcados) e vários espaços emaranhados.

O jogo da velha quântico é uma "generalização quântica" do jogo da velha em que os movimentos dos jogadores são "superposições" de peças ('X' e 'O') no jogo clássico. O jogo foi inventado por Allan Goff, que o descreve como "uma maneira de introduzir a física quântica sem matemática" e oferecendo "uma base conceitual para entender o significado da mecânica quântica".